# John William Heslop-Harrison
John William Heslop-Harrison (1881-23 de enero de 1967) fue un botánico, y zoólogo británico. Profesor de botánica en el King's College de la Universidad de Durham (hoy Universidad de Newcastle upon Tyne), recordado por un presunto fraude académico.

## Carrera

### Isla de Rum
Siendo miembro académico y establecido de la Royal Society, fue en 1948 acusado por John Earle Raven, un tutor de clásicos de la Universidad de Cambridge, de hacer afirmaciones falsas de haber descubierto ciertas especies de plantas en el isla de Rum en la costa oeste de Escocia. Sea o no este tipo de hierbas estaban en Rum es fundamental para la teoría de que las islas escaparon de la última edad de hielo. La afirmación de fraude se describe - y su veracidad apoyado - en el libro de Karl Sabbagh Un asunto de Rum.
Recientemente más pruebas sobre falsificaciones cometidas por Heslop-Harrison han emergido.

### Experimentos lamarckianos
Heslop Harrison fue descrito como un solitario, evitando en la medida de lo posible el contacto con otros profesionales y llevó a cabo la mayor parte de sus experimentos en su casa de Birtley (Tyne y Wear). Era partidario de la evolución lamarckiana a partir de sus experimentos con polillas y sínfitos, o moscas de sierra.
Según el investigador Michael A. Salmón "Heslop Harrison afirmaba tener prueba experimental de que los cambios físicos en la vida de un individuo polilla podrían ser transmitidos a sus descendientes, de acuerdo con la teoría de Lamarck ... Por ejemplo, que el melanismo era resultado de los efectos de la contaminación en las polillas individuales que de alguna manera alteraban sus genes. Pero, cuando otros intentaban repetir sus experimentos, siempre llegaban a resultados diferentes".
En la década de 1920, llevó a cabo experimentos en la polilla del abedul, afirmando tener pruebas de la herencia de caracteres adquiridos. Mas, otros científicos no pudieron replicar sus resultados.
Sus experimentos fueron criticados por J. B. S. Haldane.

## Familia
Cuarto hijo de John Heslop-Harrison que se convirtió en director de la Real jardín botánico de Kew en 1970. Su hija Helena se casó con el botánico William Andrew Clark.

## Algunas publicaciones
- 1958. Ecological Variation and Ethological Isolation. Ed. A.-B. Ludequistska Bokhandeln, 158 p.
- 1957. Botanical Investigations in the Isles of Lewis, Harris and Great Bernera (v.-c. 110) and in the Isle of Rhum (v.-c. 104) in 1957. Proc. of the Univ. of Durham Philosophical Soc. 9 p.
- 1921. The Genus Rosa, Its Hybridology and Other Genetical Problems. Trans. of the Natural History Soc. of Northumberland, Durham, & Newcastle-upon-Tyne: New series. 55 p.

## Reconocimientos

### Galardones
- Royal Society[1]